# Королівський Вестмінстерський полк
Королівський Вестмінстерський полк піхотний полк з канадських збройних сил первинного резерву. Його засновано в Нью-Вестмінстері, Британська Колумбія .
Полк входить до складу 39 бригади канадської групи (39 Canadian Brigade Group), а також є складовою частиною сухопутних сил Західного угрупування (Land Force Western Area). На території полку засновано й знаходиться Музей Королівського Вестмінстерського полку (Royal Westminster Regiment Museum).  Зачатки свої полк берез з 21 листопада 1863 року, коли він став першим підрозділом міліції утвореним в Британській Колумбії, а вже в 1874 році на його базі сформували повноцінну військову одиницю. 
Полк славний своїми успішними діями на фронтах двох світових воєн, за що й йому було присвоєно титул «королівський» в 20-х роках 20 століття. За всю свою історію полку було присвоєно десятки численних нагород, а близько тисячі його військовиків удостоєні різних нагород за бойові заслуги. Найвідоміші його солдати Коновал Пилип  та Джек Магоні, які нагороджені найвищою та найпочеснішою нагородою Англійської імперії та сучасної Великої Британії - Хрестом Вікторії за мужність. 